# Target (film 1952)
Target è un film del 1952 diretto da Stuart Gilmore.
È un western statunitense ambientato a Pecos con Tim Holt, Mary Jo Tarola e Walter Reed.

## Produzione
Il film, diretto da Stuart Gilmore su una sceneggiatura di Norman Houston, fu prodotto da Herman Schlom per la RKO Radio Pictures e girato nell'Agoura Ranch ad Agoura e nell'Iverson Ranch a Chatsworth, Los Angeles, California, nel dicembre 1951. Il titolo di lavorazione fu Marshal of Pecos.

## Distribuzione
Il film fu distribuito negli Stati Uniti dal 20 aprile 1952 al cinema dalla RKO Radio Pictures.
Altre distribuzioni:
- in Giappone il 12 marzo 1958
- in Brasile (Violência de Bandido)

## Promozione
Le tagline sono:
- TIM TURNS TIDE ON TEXAS TERROR-GANG!
- LADY MARSAL GETS OUTLAW'S HORSELAUGH!...Then Tim's six-guns hit like a Texas Tornado!
- TEXAS TERROR-BLAST FOR LADY MARSHAL! She's a gal trying a he-man's job...but Tim's the pal who makes her job a cinch!
- TIM TEAMS UP WITH SIX-GUN GAL!...to take the toughest badmen on the Texas frontier...and there's no time to powder her nose when the lead starts flying!
- OUTLAW BULLET-BLAST FOR LADY MARSHAL! She can't talk her way out of this Texas terror-wave!...She shoots it out...with Tim beside her!